# Nave (fiume)
La Nave è un fiume del nord della Francia che scorre nel dipartimento di Passo di Calais, nella regione Alta Francia e sfocia nella Clarence.

## Geografia
La Nave ha la sua sorgente nel comune di Fontaine-lès-Hermans e dopo un corso di 21,9 km sfocia nella Clarence all'altezza di Gonnehem. Essa è dunque un subaffluente del Lys e poi della Schelda. Il regime della Nave è di tipo pluviale oceanico.